# Somalische Jugendliga

Flagge der Somalischen Jugendliga

Die Somalische Jugendliga (italienisch Lega dei Giovani Somali, englisch Somali Youth League, Kürzel SYL) war die erste politische Partei Somalias und spielte eine bedeutende Rolle in der Erlangung der Unabhängigkeit des Landes 1960.

## Entwicklung
Während des Zweiten Weltkrieges besetzte Großbritannien die damalige Kolonie Italienisch-Somaliland und verwaltete daraufhin das Gebiet von 1941 bis 1950 (zusätzlich zur eigenen Kolonie Britisch-Somaliland). In dieser Zeit wurde 1943 die Somali Youth League gegründet, der es gelingen sollte, alle Somali-Clans politisch zu einen und Somalia in die Unabhängigkeit zu führen. Angesichts wachsenden politischen Drucks aus Italien, welches sowohl dem Verbleib Großbritanniens in seiner Kolonie als auch somalischen Unabhängigkeitsbestrebungen feindlich gesinnt war, sahen sich Briten und Somali als Verbündete. Dies brachte die britische Kolonialverwaltung dazu, die politische Organisierung der Somali zu unterstützen. Infolgedessen wurde der Somalische Jugendclub (Somali Youth Club) 1943 in Mogadischu als erste politische Partei Somalias gegründet.
Um die neue Partei zu fördern, erlaubten die Briten den besser ausgebildeten Polizisten und Zivildienstleistenden den Beitritt. 1947 benannte sich die Partei in „Somalische Jugendliga“ um und begann Büros zu eröffnen, nicht nur in den beiden britisch verwalteten Somaliland-Kolonien, sondern auch im äthiopischen Ogaden sowie im kenianischen Northern Frontier District. Diese Gebiete werden beide hauptsächlich von Somali bewohnt. Erklärte Ziele der SYL waren die Vereinigung aller von Somali bewohnten Gebiete – inklusive des Ogaden und Nordostkenias – zu einem „Groß-Somalia“, die Schaffung von Bildungsmöglichkeiten, die Entwicklung der somalischen Sprache durch die Schaffung einer national standardisierten Orthographie, die Vertretung somalischer Interessen und der Widerstand gegen die Wiedereinrichtung der italienischen Herrschaft. Da die Politik der Jugendliga auch das traditionelle Clansystem der Somali ablehnte, weigerten sich die 13 Gründungsmitglieder, ihre Clan-Zugehörigkeit bekanntzugeben. Die SYL genoss Unterstützung im ganzen Land; im Norden, dem damaligen Britisch-Somaliland und heutigen Somaliland, waren jedoch die Somalische Nationale Liga, hauptsächlich mit den Isaaq verbunden, und die von den Dir und Darod unterstützte United Somali Party die stärksten Parteien.
Obwohl Italienisch-Somaliland rechtlich weiterhin eine italienische Kolonie war, wurde an der Potsdamer Konferenz 1945 entschieden, es nicht an Italien zurückzugeben. Stattdessen wurde es 1949 von der UN-Generalversammlung zum Treuhandgebiet unter italienischer Verwaltung von 1950 bis 1960 gemacht – wogegen die Jugendliga, die die sofortige Unabhängigkeit anstrebte, vergeblich protestierte – und danach in die Unabhängigkeit entlassen. In den ersten somalischen Wahlen am 30. März 1964 gewann die SYL die absolute Mehrheit von 69 der 123 Parlamentssitze; die übrigen wurden unter elf Parteien aufgeteilt. Fünf Jahre später, in den allgemeinen Wahlen vom März 1969, konnte die SYL unter Mohammed Haji Ibrahim Egal die Macht behalten. Im selben Jahr wurde sie durch den Putsch Siad Barres gestürzt.

## Mitglieder
- Mohammed Haji Ibrahim Egal
- Aden Abdullah Osman Daar
- Abdirizak Haji Hussein
- Abdirashid Ali Shermarke
- Haji Dirie Hirsi
- Abdifatah Farah Garweeso